# گوپال‌گنج-۱
گوپال‌گنج-۱ (به لاتین: Gopalganj-1) یک منطقهٔ مسکونی در بنگلادش است که در ناحیه گوپال‌گنج واقع شده‌است.